# Östlig falknäbb
Östlig falknäbb (Falcunculus frontatus) är en av tre fågelarter i familjen falknäbbar inom ordningen tättingar.

## Kännetecken

### Utseende
Östlig falknäbb är en 15–19 cm lång fågel med kraftig näbb, gult bröst och svartvitt huvud försedd med en tofs. Ryggen är olivgrön och strupen är svart hos hanen, grön hos honan. Den har vidare gul buk och grå vingpennor. Liknande västlig falknäbb har vit buk och nordlig falknäbb har gulkantade vingpennor.

### Läte
Falknäbben är en ljudlig fågel som låter höra ett skrockande läte, återgett på engelska som "knock at the door jack". Andra läten är visslande "pit-you" i öster och "poo-wee-e" i väster.

## Utbredning och systematik
Östlig falknäbben förekommer i sydöstra Australien (centrala Queensland till södra Victoria och sydöstra Australien. Östlig, västlig (F. leucogaster) och nordlig falknäbb (F. whitei) behandlades tidigare som en och samma art, falknäbb (F. frontatus). Falknäbben delades dock 2016 upp i tre av BirdLife International, 2022 av tongivande eBird/Clements och 2023 av International Ornithological Congress.

### Familjetillhörighet
Falknäbbarna placerades länge i familjen visslare (Pachycephalidae) under namnet tofsvisslare men har av olika auktoriteter istället föreslagits vara nära släkt med familjerna Cinclosomatidae, Psophodidae eller Eulacestomatidae. Genetiska studier visar dock att den utgör en egen utvecklingslinje, varför de numera placeras i en egen familj, Falcunculidae.

## Levnadssätt
Östlig falknäbb återfinns i skog och skogslandskap. Den använder sin kraftiga näbb för att slita bort bark på grenar på jakt efter ryggradslösa djur. Den bygger en djup boskål av bark och spindelväv som sätts fast på upprätta pinnar nära toppen av ett träd. Däri lägger den två till tre vita, fläckiga ägg.

## Status och hot
Arten har ett stort utbredningsområde, men tros minska i antal, dock inte tillräckligt kraftigt för att den ska betraktas som hotad. Internationella naturvårdsunionen IUCN listar arten som livskraftig (LC).